# Gmina Ząbkowice Śląskie
Gmina Ząbkowice Śląskie je polská městsko-vesnická gmina v okrese Ząbkowice Śląskie v Dolnoslezském vojvodství. Sídlem gminy je město Ząbkowice Śląskie. V roce 2020 zde žilo 21 405 obyvatel.
Gmina má rozlohu 146,1 km² a zabírá 18,2 % rozlohy okresu. Skládá se z 16 starostenství.

## Části gminy
Starostenství
Bobolice, Braszowice, Brodziszów, Grochowiska, Jaworek, Kluczowa, Koziniec, Olbrachcice Wielkie, Pawłowice, Sieroszów, Stolec, Strąkowa, Sulisławice, Szklary, Tarnów, Zwrócona
Sídla bez statusu starostenství
Rakowice, Sadlno, Siodłowice, Szklary-Huta